# 백종현
백종현(白琮鉉, 1950년 3월 29일 ~ )은 대한민국의 대학 교수이자 철학자이다.

## 인물
전라북도 부안 출신으로 전주고등학교와 1973년 서울대학교를 졸업하고 동교 대학원에서 석사학위를 받은 후 독일 프라이부르크 대학교에서 철학박사학위를 받았다. 이후 인하대학교 철학과 조교수로 교단에 선 이후 서울대 철학과로 자리를 옮겨 교수로 재직하였다. 2015년 8월 31일 정년퇴임을 하고 서울대 철학과 명예교수로 추대되었다.

## 출신 학교
- 1969년 전주고등학교
- 1973년 서울대학교 문학 학사
- 1975년 서울대학교 대학원 문학석사
- 1985년 독일 프라이부르트 알베르트루트비히대학교 대학원 철학 박사

## 주요 경력
- 1986년 3월 ~ 1988년 6월 : 인하대학교 철학과 교수
- 1988년 7월 ~ 2015년 8월 : 서울대학교 철학과 교수
- 1994년 6월 ~ 1998년 5월 : 한국철학회 학회지 '철학' 편집인
- 1999년 12월 ~ 2001년 12월 : 한국칸트학회 회장
- 2002년 3월 ~ 2004년 2월 : 서울대학교 철학사상연구소 소장
- 2013년 9월 ~ 2015년 8월 : 서울대학교 인문학연구원 원장
- 2015년 8월 ~ 2016년 7월 : 철학문화연구소 소장
- 2015년 8월 ~ 2016년 7월 : 한국철학회 회장, 이사장
- 2015년 9월 ~ : 서울대학교 명예교수
- 2015년 9월 ~ 2017년 12월 : 제1대 한국포스트휴먼학회 회장
- 2018년 1월 ~ 2019년 12월 : 제2대 한국포스트휴먼학회 회장

## 수상 경력
- 2003년 제3회 서울대 교육상
- 2006년 한국출판문학상 번역부문 - 순수이성비판 완역본

## 저서
- 《한국 칸트사전》(아카넷, 2019.05.10) ISBN 9788957336298
- 《인간이란 무엇인가》(아카넷, 2018.11.20) ISBN 9788957336120
- 《칸트와 헤겔의 철학(시대와의 대화)》(아카넷, 2010.08.03) ISBN 9788957331859
- 《존재와 진리》(철학과 현실사, 2008.02.15) ISBN 9788977756540
- 《철학의 개념과 주요문제》(철학과 현실사, 2007.03.10) ISBN 8977756170
- 《순수이성비판 1》(엠마누엘 칸트 저, 백종현 역, 아카넷, 2006.06.25) ISBN 8957330836
- 《순수이성비판 2》(엠마누엘 칸트 저, 백종현 역, 아카넷, 2006.06.25) ISBN 8957330844
- 《사회운영원리》(서울대학교출판부, 2004.07.30) ISBN 8952105613
- 《윤리개념의 형성》(철학과 현실사, 2003.08.30) ISBN 8977754526
- 《서양근대철학》(철학과 현실사, 2003.01.15) ISBN 897775352X
- 《존재와 진리》(철학과 현실사, 2000.02.10) ISBN 8977752817